# Bolitophila distus
Bolitophila distus är en tvåvingeart som beskrevs av Fisher 1937. Bolitophila distus ingår i släktet Bolitophila och familjen smalbensmyggor.
Artens utbredningsområde är New York. Inga underarter finns listade i Catalogue of Life.